# King's College Hospital

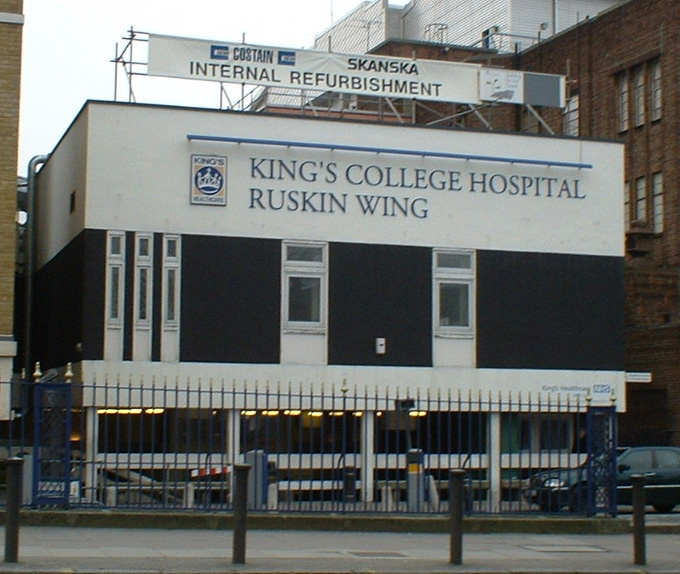
Fachada do King's College Hospital

King's College Hospital é um hospital de urgências localizado no borough londrino de Southwark.
É conhecido por moradores locais simplesmente como King ou, abreviadamente, KCH. Atende a uma população de cerca de 700 mil habitantes dos boroughs de Southwark, Lambeth e Lewisham, mas também serve como um centro de referência terciário em determinadas especialidades para milhões de pessoas do sul da Inglaterra.